# نمک‌درمانی

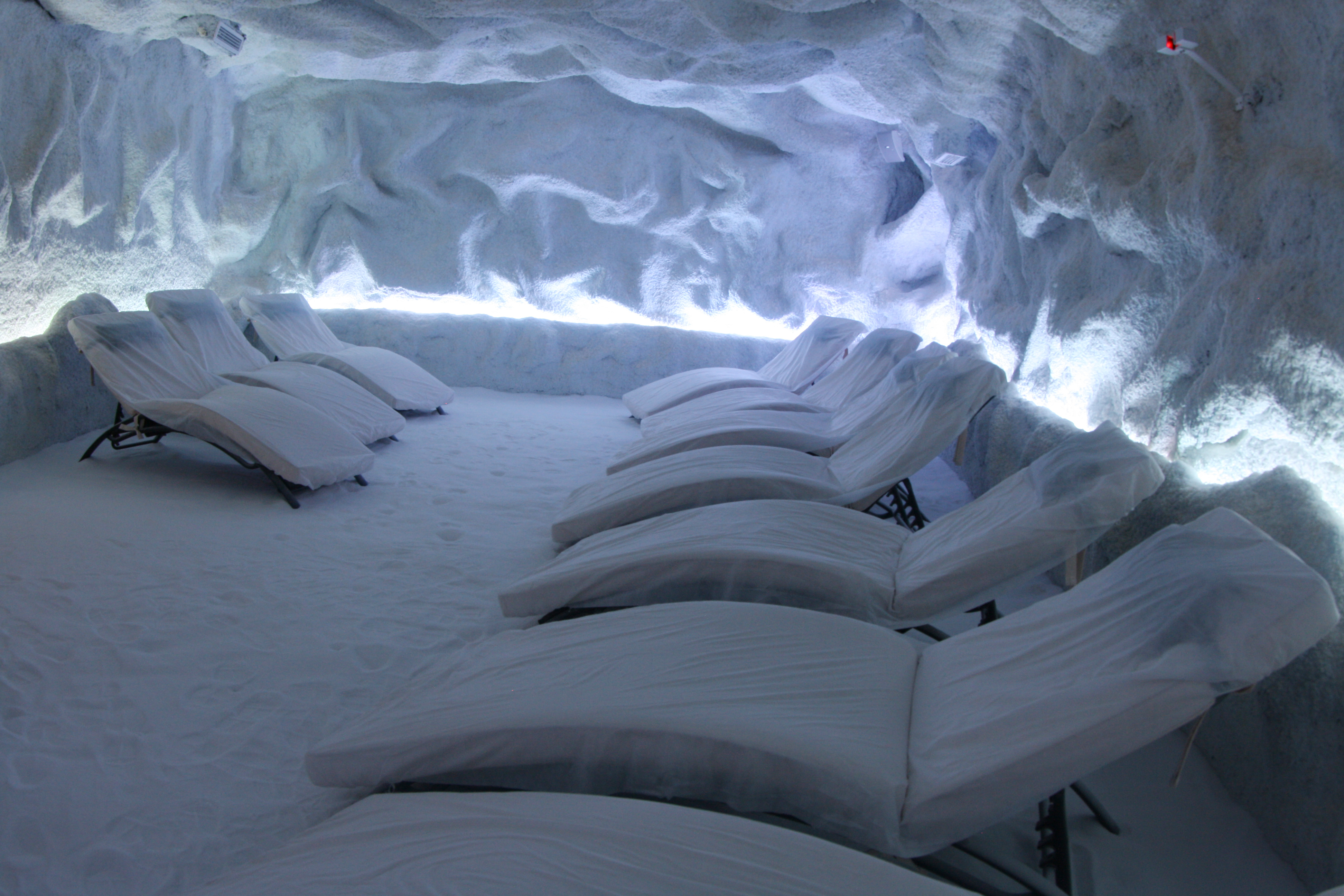
تصویری از اتاق نمک درمانی

نمک‌درمانی نوعی نظام دارویی است که پزشک و شیمی‌دان آلمانی دکتر ویلهلم هانریش شوسلر در سده نوزدهم پرورش داد. این نظام باور دارد که هر نوع بیماری بستگی به آشفتگی‌های تعادل یک یا چند نمک غیر آلی بدن دارد. روش نمک‌درمانی را درمان بیوکیمیکز یا درمان بیوشیمیکز نیز می‌نامند.

## پیشینه
دکتر شوسلر که در نیمه سده پیشین طبابت می کرد از آنچه می توانست به بیماران خود عرضه کند ناخرسند بود و بنابراین برای آنکه پهنه عرضه دارو ها را گسترده تر از آنچه بود کند به روش همیوپتی رو کرد. او تحت نفوذ دکتر هانه‌مان که مبتکر روش هومیوپتی درمانی بود و دو شیمیدان برجسته به نام دکتر لی بیگ و دکتر ویرچو شروع به تحقیق در روش های دارویی موجود و نقش دارو ها کرد. دکتر ویرچو نشان داده بود که بدن انسان متشکل از سلول های انفرادی است که از مواد آلی، آب و نمک های غیر آلی ساخته شده اند. آزمایش های آن زمان نیز نشان داده بودند که در همه اجساد سوخته مردگان ۱۲ نمک اساسی مشترک بودند. دکتر شوسلر سالیان دراز کوشید با تحقیقات متعدد ثابت کند که این ۱۲ نمک شیمیایی نقش اساسی در حفظ تندرستی بدن انسان دارد.هدف تحقیقات او کشف نمکی خاص برای در مان هر بیماری بود و در این فرایند رشته ای از پزشکی مکمل را پرورش داد که ما نمک درمانی می نامیم. در این روزگار شرکت ها ی دارویی در سراسر دنیا این ۱۲ نمک را برای فروش به پزشکان و بیمارستان ها و کلینیک ها و عامه مردم تولید و عرضه می کنند. دکتر شوسلر چون تحت نفوذ نگرش دارویی دکتر هانه‌مان بود، نمک های بافتی را به روش معمول هومیوپتی یعنی مقادیر بسیار اندک آماده می کرد و به بیماران می داد و باور داشت که این روش دارویی بهترین است . از زمان دکتر شوسلر یک پزشک آلمانی دیگر ادعا کرده که تعداد نمک های بافتی ۱۸ است، و پزشکی انگلیسی به نام دکتر اریک پاول ادعا کرده ۳۰ نمک دیگر به صورت عناصر اساسی ساده و خیلی کم در بدن انسان وجود دارند.
از نمک های آلی - بافتی برای درمان ده ها بیماری در ایالات متحده آمریکا، بریتانیا، آلمان، هلند و فرانسه استفاده گسترده می شود. استفاده از آن ها در آلمان و فرانسه و برخی کشورهای آسیایی به ویژه هندوستان خیلی زیاد است. این نمک ها را معمولاً در داروخانه های خاص طب هومیوپتی که تعدادشان در بریتانیا نسبتاً کم ولی در فرانسه و آلمان و هندوستان زیاد است عرضه می کنند. در ایالات متحده آمریکا چند آزمایشگاه تولید دارو، داین نمک ها را تولید و بسته بندی پستی می کنند، و با یک تلفن خواهان، به هر نقطه ای از کشور می فرستند.

## این نمک ها چیستند؟
روش نمک درمانی ابتکاری دکتر شوسلر متکی به نمک های غیر آلی زیر است 
| کلسیم فلوراید  | CALC.FLOUR |
| کلسیم فسفات    | CAIC.PHOS  |
| کلسیم سولفات   | CALC.SULPN |
| آیرون فسفات    | FERR.PHOS  |
| پتاسیم کلراید  | KALI.MUR   |
| پتاسیم فسفات   | KALI.PHOS  |
| پتاسیم سولفات  | KALI.SULPN |
| منگنزیوم فسفات | MAG.PHOS   |
| سدیم کلراید    | NAT.MUR    |
| سدیم فسفات     | NAT.MUR    |
| سیلیکواکساید   | SILICA     |

### فهرست زیر برخی از مخلوط های نمک های غیر آلی و مصارف درمانی معمول آن ها را عرضه می کند
موارد مصرف : برای درد عصبی NEURALGIA، نوری تیس، عرق النساء، سیاتیک SCIATICA و مشکلات پیوسته آنها.
موارد مصرف : برای ضعف عمومی بدن، خستگی بدن و دوران نقاهت.
موارد مصرف : برای تولید اسید گوارشی زیاد، ترشح کردن، سوء هاضمه . ناراحتی های پیوسته به آن ها.
موارد مصرف : برای انواع ناراختی ها و امراض پوست و مشکلات پیوسته آنها.
موارد مصرف : برای گاز های گوارشی و نفخ شکم، کولیک روده بزرگ، سوء هاضمه و شرایط پیوسته به آنها.
موارد مصرف : برای میگرن، سردردهای عصبی، تنش های عصبی و ناراحتی های وابسته به آنها
موارد مصرف : برای درد پشت، درد کمر، درد مفاصل، لگن خاصره و ران ها، بواسیر و مشکلات پیوسته به آنها.
موارد مصرف : برای تب ینجه (حساسیت به گرده افشانی گیاهان) و مشکلات پیوسته به آنها.
موارد مصرف : برای فیبروسی تیس (FIBREOSITIS)، درد عضلات و مشکلات پیوسته آنها.